# Cratère de Kara
Le cratère de Kara est un cratère d'impact situé sur la péninsule Iougorski, dans l'okroug autonome de Nénétsie, dans l'oblast d'Arkhangelsk, au nord de la Russie.
D'un diamètre de 120 km à l'origine, il ne mesure plus que 65 km sous l'effet de l'érosion et son âge est estimé à 70,3 ± 2,2 millions d'années (Crétacé supérieur). Des affleurements d'impactite situés sur la côte nord-est de la baie Baïdaratskaïa signifient que la taille originale du cratère fait de lui le 4e plus grand connu sur Terre. Le cratère n'est pas exposé à la surface.
Le cratère de Kara est situé au sud-est de la péninsule Iougorski, alors que le site d'Oust-Kara est situé en mer, à 15 km à l'est de la petite baie Karskaïa (ceb) ou Kara. Les géologues ont longtemps pensé que ces deux sites étaient deux cratères distincts et que leurs conformations résultaient d'un double impact par une météorite de grande taille à la fin du Crétacé. Cependant, il semblerait que le site d'Oust-Kara n'existe pas en tant que site distinct. Apparemment, les affleurements de suevite de la structure d'impact d'Oust-Kara ne sont qu'une partie de la structure d'impact du cratère de Kara.